# Lista de filmes com temática LGBT de 1997
Esta é uma lista de filmes que contém personagens e/ou temática lésbica, gay, bissexual, ou transgênera lançados em 1997.
| Título                                                                 | Diretor                                       | País                            | Gênero                            | Elenco | Anotações |
| ---------------------------------------------------------------------- | --------------------------------------------- | ------------------------------- | --------------------------------- | --- | --- |
| Die 120 Tage Von Bottrop                                               | Christoph Schlingensief                       | Alemanha                        | Comédia                           | Udo Kier, Margit Carstensen, Irm Hermann, Volker Spengler, Martin Wuttke, Sophie Rois                      | trad. Os 120 Dias de Bottrop Os membros restantes da trupe de Rainer Werner Fassbinder se reúnem para refilmar o filme 120 Tage Von Bottrop de Pasolini                |
| 1919                                                                   | Noam Gonick                                   | Canadá                          | Curta                             | Jeff Popoff, Paul Fergail, Fredo Onio, Noam Gonick, Stefan Fedorowich, Jerry Parenteau                     | Um grupo de homens gays frequentam uma casa de banhos durante a greve geral de Winnipeg de 1919                                                                        |
| 2 or 3 Things But Nothing For Sure                                     | Tina Di Feliciantonio, Jane C. Wagner         | EUA                             | Curta, Documentário               | Dorothy Allison                                                                                            | Sobre a escritora americana Dorothy Allison |
| The Absolution of Anthony                                              | Dean Slotar                                   | EUA                             | Curta, Comédia                    | Joe Quintero, Carlos Rafart, Gary Cohen, Victor Garber, Joseph Polacik, Diego Lopez                        | Um adolescente gay vive com seu avô católico no Bronx |
| Adam                                                                   | Andrea Stoops                                 | EUA                             | Curta, Animação                   | Flash Rose                                                                                                 | Claymation |
| After the Game                                                         | Brewster MacWilliams                          | EUA                             | Drama                             | Robert Dubac, Hudson Leick, Stanley DeSantis, Sam Anderson, Richard Lineback, Susan Traylor                | Também conhecido como The Last Hand |
| All Over Me                                                            | Alex Sichel                                   | EUA                             | Drama                             | Alison Folland, Tara Subkoff, Cole Hauser, Wilson Cruz, Leisha Hailey, Pat Briggs, Ann Dowd                | |
| All the Rage                                                           | Roland Tec                                    | EUA                             | Comédia, Drama                    | John-Michael Lander, David Vincent, Jay Corcoran, Paul Outlaw, Merle Perkins, Peter Bubriski               | Um homem vaidoso que avalia namorados de acordo com a aparência se apaixona por um editor que não é nenhuma beleza                                                     |
| Allyson is Watching                                                    | Robert Kubilos                                | EUA                             | Suspense, Drama, Erótico          | Caroline Ambrose, James Horan, David Andriole, Jack DeLeon, Sean Thibodeau, Jennifer Hammon                | [ 8 ] |
| Amor de Hombre                                                         | Yolanda García Serrano, Juan Luis Iborra      | Espanha                         | Comédia                           | Loles León, Andrea Occhipinti, Pedro Mari Sanchez, Armando Del Rio                                         | Sobre a amizade entre um homem gay e uma mulher hétero |
| Amos Gutman                                                            | Ran Kotzer                                    | Israel                          | Documentário                      | Amos Guttman                                                                                               | Sobre o cineasta israelense Amos Gutman, falecido em decorrência da AIDS 1993                                                                                          |
| Ang Lalaki sa Buhay ni Selya                                           | Carlos Siguion-Reyna                          | Filipinas                       | Drama                             | Rosanna Roces, Ricky Davao, Gardo Versoza, Eva Darren, Allan Paule, Crispin Pineda                         | Uma mulher escapa de seu marido abusivo e vira professora em uma pequena cidade, onde concorda casar com seu colega gay                                                |
| Any Mother's Son                                                       | David Burton Morris                           | EUA                             | Drama                             | Bonnie Bedelia, Hedy Burress, Paul Popowich, Fiona Reid, Allan Royal, Shawn Ashmore, Mimi Kuzyk            | Sobre o assassinato brutal do marinheiro gay americano Allen Schindler                                                                                                 |
| Anything Once                                                          | Dan Aeberhard                                 | EUA                             | Curta, Drama                      | Michael D. Arenz, William Gregory Lee, Traci Burgard, Evelyn Valero, Dean Jacobson, Wendy Shapero          | Um homem hétero aposta que consegue encontrar uma mulher que seu melhor amigo gay goste                                                                                |
| Un Arrangement                                                         | Didier Blasco                                 | França                          | Curta                             | Frederique Meininger, Jean-Christophe Bouvet, Jean-Michel Fete, Martine Audrain, Serge Renko, Rene Ripert  | Um homem e seu filho lentamente aceitam sua homossexualidade, porém de maneiras diferentes                                                                             |
| Ba'al Ba'al Lev                                                        | Eytan Fox                                     | Israel                          | Curta, Drama                      | Tzak Berkman, Uri Omanuti, Sami Huri, Osnat Hakim                                                          | Segue três jovens gays de uma cidade pequena |
| Bajo Bandera                                                           | Juan José Jusid                               | Argentina                       | Drama, Mistério                   | Miguel Angel Sola, Federico Luppi, Omero Antonutti, Daniele Liotti, Andrea Tenuta, Andrea Pietra           | Um prefeito é enviado à Patagônia para investigar o assassinato de um soldado, mas é forçado a abandonar o caso depois do golpe militar                                |
| Beauty Before Age                                                      | Johnny Symons                                 | EUA                             | Curta, Documentário               | | Homens gays de várias idades falam sobre a pressão a permanecer jovem dentro da comunidade                                                                             |
| Bent                                                                   | Sean Mathias                                  | Reino Unido, Japão              | Guerra, Drama                     | Clive Owen, Lothaire Bluteau, Ian McKellen, Nikolaj Coster-Waldau, Mick Jagger, Jude Law                   | Sobre a perseguição de homossexuais na Alemanha nazista |
| Best Men                                                               | Tamra Davis                                   | EUA                             | Comédia                           | Dean Cain, Andy Dick, Sean Patrick Flanery, Mitchell Whitfield, Drew Barrymore, Kathryn Joosten            | trad. Até Que o Crime nos Separe Levando seu amigo que acabou de sair da cadeia para seu casamento, um grupo de homens para em um banco, que um deles planeja assaltar |
| Big City Blues                                                         | Clive Fleury                                  | EUA                             | Ação, Comédia                     | Burt Reynolds, William Forsythe, Giancarlo Esposito, Arye Gross, Georgina Cates, Balthazar Getty           | trad. O Blues da Cidade Grande |
| A Bill Called William                                                  | Alex Harvey                                   | Reino Unido                     | Documentário                      | | Exibido para marcar o aniversário de 30 anos da Lei das Ofensas Sexuais de 1967, que legalizava o sexo entre homens acima de 21 anos                                   |
| Bimbo Movie Bash                                                       | Dave Parker, Mike Mendez                      | EUA                             | Ficção Científica                 | Ian Abercrombie, Adrienne Barbeau, Michelle Bauer, Roxanne Blaze, Sara Suzanne Brown, Troy Donahue         | [ 21 ] |
| A Bit Of Scarlet                                                       | Andrea Weiss                                  | Reino Unido                     | Documentário                      | Ian McKellen (narrador)                                                                                    | Uma montagem LGBT de vários filmes britânicos |
| The Blackout                                                           | Abel Ferrara                                  | EUA                             | Mistério, Drama, Suspense         | Matthew Modine, Claudia Schiffer, Dennis Hopper, Béatrice Dalle, Sarah Lassez, Steven Bauer                | trad. Blackout - Sentiu a Minha Falta? |
| Blue Diary                                                             | Jenni Olson                                   | EUA                             | Curta, Drama                      | Silas Howard                                                                                               | Uma jovem lésbica tem um caso de uma noite com uma mulher heterossexual                                                                                                |
| Bocage, o Triunfo do Amor                                              | Djalma Limongi Batista                        | Portugal, Brasil                | Drama                             | Victor Wagner, Francisco Farinelli, Viétia Zangrandi, Majô De Castro, Lineu Dias, Eugenia Melo e Castro    | Baseado na vida, obra e lenda do poeta português Manuel Maria Barbosa du Bocage                                                                                        |
| Boogie Nights                                                          | Paul Thomas Anderson                          | EUA                             | Drama                             | Mark Wahlberg, Julianne Moore, Burt Reynolds, Don Cheadle, John C. Reilly, William H. Macy                 | |
| The Boy with a Bugle                                                   | Rene Broussard                                | Canadá                          | Curta                             | | Uma autobiografia sobre o mundo das fantasias masturbatórias do diretor                                                                                                |
| Les Boys                                                               | Louis Saïa                                    | Canadá                          | Comédia                           | Marc Messier, Rémy Girard, Patrick Huard, Serge Thériault, Michel Barrette, Paul Houde                     | Sobre um grupo de jogadores de hóquei amadores |
| Breaking the Surface: The Greg Louganis Story                          | Steven Hilliard Stern                         | EUA                             | Biográfico, Drama                 | Mario López, Michael Murphy, Rosemary Dunsmore, Jeffrey Meek, Megan Leitch, Jonathan Scarfe                | Telefilme sobre a vida do atleta gay Greg Louganis |
| Broadway Damage                                                        | Victor Mignatti                               | EUA                             | Musical, Comédia Romântica        | Mara Hobel, Michael Lucas, Hugh Panaro, Aaron Williams. Alan Filderman, Gary Janetti                       | Sobre a complexidade e as frustrações de encontrar um namorado na comunidade gay                                                                                       |
| Business for Pleasure                                                  | Rafael Eisenman                               | EUA                             | Drama, Romance                    | Caron Bernstein, Gary Stretch, Joanna Pacula, Jeroen Krabbé, Barbara McEly, Hermann Schmid                 | [ 28 ] |
| O Casamento do Meu Melhor Amigo                                        | P. J. Hogan                                   | EUA                             | Comédia Romântica                 | Julia Roberts, Dermot Mulroney, Cameron Diaz, Rupert Everett, Philip Bosco                                 | |
| Chasing Amy                                                            | Kevin Smith                                   | EUA                             | Comédia Romântica, Drama          | Ben Affleck, Joey Lauren Adams, Jason Lee, Dwight Ewell, Jason Mewes, Kevin Smith, Ethan Suplee            | |
| Chocolate Babies                                                       | Stephen Winter                                | EUA                             | Drama, Comédia                    | Dudley Findlay Jr., Jon Kit Lee, Claude E. Sloan, Bryan Webster, Suzanne Gregg Ferguson, Michael Lynch     | Um grupo de ativistas queer soropositivos negros tentam expor a corrupção política relacionada a epidemia da AIDS                                                      |
| Chun Gwong Cha Sit                                                     | Wong Kar-wai                                  | Hong Kong                       | Romance, Drama                    | Leslie Cheung, Tony Chiu-Wai Leung, Chen Chang, Gregory Dayton                                             | |
| Clancy’s Kitchen                                                       | Duncan Roy                                    | Reino Unido                     | Comédia                           | Mark Aiken, Indira Varma, Rocky Marshall, Sean Gilder, Nick Moran                                          | Um homem tem uma vida perfeita, com um programa culinário de sucesso, uma namorada bonita, e um amante; até que encontram um corpo em sua cozinha                      |
| Close To                                                               | David Ottenhouse                              | EUA                             | Curta                             | Alexis Arquette, Steve Wood, Amy Gaipa                                                                     | Dois jovens tem um breve encontro sexual em Nova Iorque que desencadeia sentimentos de ansiedade e desespero                                                           |
| Come mi vuoi                                                           | Carmine Amoroso                               | Itália                          | Comédia                           | Enrico Lo Verso, Vincent Cassel, Monica Bellucci, Francesco Casale, Urbano Barberini, Memè Perlini         | Um policial comprometido reencontra uma amiga de infância que se assumiu como uma mulher trans                                                                         |
| Coming In                                                              | Thomas Bahmann                                | Alemanha                        | Comédia                           | Steffen Wink, Franka Potente, Helmut Berger, Sebastian Rudolph, Andreas Arnstedt, Matthias Ballmann        | [ 33 ] |
| Com o Oceano Inteiro Para Nadar                                        | Karen Harley                                  | Brasil                          | Curta, Biográfico                 | | Um retrato do artista brasileiro Leonilson antes de sua morta relacionada à AIDS                                                                                       |
| Cutting Moments                                                        | Douglas Buck                                  | EUA                             | Curta, Terror                     | Nica Ray, Gary Betsworth, Jared Barsky                                                                     | [ 35 ] |
| Dakan                                                                  | Mohamed Camara                                | Guiné, França                   | Drama                             | Mohamed Camara, Cécile Bois, Mamady Mory Camara, Koumba Diakite, Aboucar Touré, Kade Seck                  | trad. Destino Primeiro filme da África Ocidental a ter a homossexualidade como tema                                                                                    |
| David Searching                                                        | Leslie L. Smith                               | EUA                             | Drama                             | Anthony Rapp, Camryn Manheim, Julie Halston, Joseph Fuqua, David Courier, Michael Rupert                   | Um cineasta gay e sua colega de quarto hétero tentam encontrar amor |
| Defying Gravity                                                        | John Keitel                                   | EUA                             | Drama                             | Daniel Chilson, Niklaus Lange, Don Handfield, Linna Carter, Seabass Diamond, Lesley Tesh                   | Um jovem universitário no armário tem um dilema em suas mãos quando seu colega de dormitório sofre um ataque homofóbico                                                |
| De Noche Vienes, Esmeralda                                             | Jaime Humberto Hermosillo                     | México                          | Comédia                           | María Rojo, Claudio Obregón, Martha Navarro, Antonio Crestani, Tito Vasconcelos, Ernesto Laguardia         | Uma charmosa enfermeira é acusada de adultério por um de seus 5 maridos                                                                                                |
| De Profundis                                                           | Lawrence F. Brose                             | EUA                             | Experimental                      | | Baseado na obra homônima de Oscar Wilde, incorpora filmes dos anos 20, erótica gay antiga, rituais pagãos, performances drag, e etc.                                   |
| Didn't Do It for Love                                                  | Monika Treut                                  | Alemanha                        | Documentário                      | Nicolas Echevarria, Franz Harland, Georg Kajanus, Johanne Kajanus, Eva Norvind, Barbie Wilde               | Segue as muitas carreiras de Eva Norvind, de cabarés em Paris, até os cinemas do México, e as boates BDSM de Nova Iorque                                               |
| Don't Run, Johnny                                                      | Tom E. Brown                                  | EUA                             | Curta, Comédia                    | Tom E. Brown, Sonny Goff                                                                                   | Um homem gay anda pela cidade em pânico após descobrir que é soropositivo                                                                                              |
| Dragtime                                                               | Patti Kaplan                                  | EUA                             | Documentário                      | Billy B., Charles Busch, Candis Cayne, John Epperson, Ty Jennings, Jeffery Roberson                        | Segue um grupo de drag queens famosas |
| Drop Dead Gorgeous (A Tragicomedy): The Power of HIV Positive Thinking | Fenton Bailey, Randy Barbato                  | EUA                             | Documentário                      | Steve Moore                                                                                                | Parte stand-up, parte documentário, o comediante soropositivo Steve Moore fala sobre sua realidade                                                                     |
| Elles                                                                  | Luís Galvão Teles                             | França                          | Comédia, Drama                    | Miou-Miou, Carmen Maura, Marthe Keller, Marisa Berenson, Guesch Patti, Joaquim de Almeida                  | |
| Elton John: Tantrums & Tiaras                                          | David Furnish                                 | Reino Unido                     | Documentário                      | Elton John                                                                                                 | Um retrato do músico Elton John, filmado por seu parceiro |
| Erotica: A Journey Into Female Sexuality                               | Maya Gallus                                   | Canadá                          | Documentário                      | Pauline Réage, Candida Royalle, Jean de Berg, Annie Sprinkle, Lique                                        | Um debate sobre censura e pornografia nos anos 80 e 90 da perspectiva de mulheres em uma carreira controlada por homens                                                |
| Exposed                                                                | Tony Ayres                                    | Austrália                       | Curta                             | David Edwards, Stephan James, Guy Fitzpatrick                                                              | [ 47 ] |
| Fame Whore                                                             | Jon Moritsugu                                 | EUA                             | Comédia                           | Peter Friedrich, Victor of Aquitaine, Amy Davis, Jason Rail, Richard Loomis, Izabela Wojcik                | Três histórias conectadas apenas pelos delírios de fama de cada personagem principal                                                                                   |
| Family Name                                                            | Macky Alston                                  | EUA                             | Documentário                      | Macky Alston, William Badgett                                                                              | Um homem gay tenta descobrir a ligação entre sua família branca e uma família vizinha negra que tem o mesmo sobrenome                                                  |
| La fin de la nuit                                                      | Étienne Faure                                 | França                          | Curta, Drama                      | Bambou, Sébastien Roch, Vincent von Kappf, Jocelyn Quivrin, Jean-Michel Verner, Jean Hervé                 | trad. O Fim da Noite Uma mulher e dois homens gays passam uma noite hética juntos                                                                                      |
| Finished                                                               | William E. Jones                              | EUA                             | Documentário                      | | O narrador descreve sua fixação com um modelo gay pornográfico de uma propaganda para um telessexo                                                                     |
| Flipping                                                               | Gene Mitchell                                 | EUA                             | Crime                             | David Amos, David Proval, Gene Mitchell, Shaunt Benjamin, Barry Primus, Paul Klar                          | trad. Flipping - Sem Limites para Matar |
| Furenchi Doressingu                                                    | Hisashi Saito                                 | Japão                           | Drama                             | Munehisa Sakurada, Hiroshi Abe, Miako Tadano, Rumi, Shuhei Minami, Takumi Tanji                            | [ 53 ] |
| Ginsberg - Egy költö a Lower East Side-ról                             | Gyula Gazdag                                  | Hungria                         | Documentário                      | Allen Ginsberg, Jonas Mekas                                                                                | O poeta e tradutor húngaro István Eörsi viaja a Nova Iorque para conhecer o poeta Allen Ginsberg                                                                       |
| Goatboy and the Music Machines                                         | Randy A. Riddle                               | EUA                             | Documentário                      | | Sobre um homem descrito como um 'sátiro radical', que mora nas montanhas e restauro instrumentos musicais antigos                                                      |
| Gràcies per la propina                                                 | Francesc Bellmunt                             | Espanha                         | Comédia, Drama                    | Santiago Ramos, Juli Mira, Lluís Ferrer, Jorge Esteban, Saturnino García, Mágic Andreu                     | Dois homens 'solteirões' tem que ser como pai e mãe para seus dois sobrinhos órfãos                                                                                    |
| Groove on a Stanley Knife                                              | Beth Kotler, Tinge Krishnan                   | Reino Unido                     | Curta                             | Samantha Hoyle, Alison Burrows, Shaun Dooley                                                               | Duas mulheres fogem de traficantes e são forçadas a se esconder em um banheiro público                                                                                 |
| Gummo                                                                  | Harmony Korine                                | EUA                             | Drama                             | Jacob Reynolds, Nick Sutton, Linda Manz, Chloë Sevigny, Carisa Glucksman, Darby Dougherty                  | |
| Hamam                                                                  | Ferzan Ozpetek                                | Itália, Turquia                 | Romance, Drama                    | Alessandro Gassman, Francesca d'Aloja, Carlo Cecchi, Halil Ergün, Serif Sezer, Mehmet Günsür               | trad. O Banho Turco Um arquiteto em um casamento frígido herda uma casa de banhos em Istambul e é atraído pelo filho do casal que o acolhe                             |
| The Hanging Garden                                                     | Thom Fitzgerald                               | Reino Unido, Canadá             | Romance, Drama                    | Chris Leavins, Troy Veinotte, Kerry Fox, Sarah Polley, Joel Keller, Peter MacNeill, Seana McKenna          | Um homem gay revê sua família após 10 anos |
| Hayseed                                                                | Andrew Hayes, Josh Levy                       | Canadá                          | Comédia                           | Jamie Shannon, Deborah Theaker, Paul Bellini, Sarain Boylan, Marc Hickox, Bruce La Bruce                   | Um jovem vai para a cidade grande para encontrar seu cachorro perdido                                                                                                  |
| Heldinnen der Liebe                                                    | Lily Besilly, Nathalie Percillier             | Alemanha                        | Curta, Guerra, Histórico          | Lily Besilly, Nathalie Percillier                                                                          | Durante uma guerra entre a Alemanha e a França, duas mulheres, uma de cada país, se encontram na floresta                                                              |
| Hide and Seek                                                          | Su Friedrich                                  | EUA                             | Documentário, Drama               | Chels Holland                                                                                              | Mistura entrevistas sobre memórias de uma adolescência lésbica com uma narrativa onde uma garota descobre sua sexualidade nos anos 60                                  |
| Highball                                                               | Noah Baumbach                                 | EUA                             | Comédia, Drama                    | Justine Bateman, Noah Baumbach, Peter Bogdanovich, Andrea Bowen, Dean Cameron, Chris Eigeman               | trad. A Vida É Uma Festa Um casal de recém casados tentam construir uma boa vida social                                                                                |
| Historias clandestinas en La Habana                                    | Luis Alberto García, Diego Musiak             | Cuba, Argentina                 | Drama                             | Susi Pecoraro, Ulises Dumont, Jorge Perugorria, Laura De la Uz, Luis Alberto Garcia, Veronica Lynn         | Segue três histórias diferentes em Havana |
| L'Homme que j'aime                                                     | Stéphane Giusti                               | França                          | Romance, Drama                    | Jean-Michel Portal, Marcial Di Fonzo Bo, Mathilde Seigner, Vittoria Scognamiglio                           | trad. O Homem Que Eu Amo Um mergulhador se apaixona por outro homem e decide assumir sua sexualidade                                                                   |
| Hon Kon daiyasokai: Tatchi & Magi (香港大夜総会 タッチ&マギー)         | Takayoshi Watanabe                            | Japão                           | Comédia                           | Stephen Au, Shingo Katori, Goro Kishitani, Turbo Kong, Richard Ng, Anita Yuen                              | Dois jornalistas japoneses se escondendo das tríades em uma boate em Hong Kong acabam criando conflitos amorosos                                                       |
| Horse Dreams in BBQ Country                                            | Daniel Baer                                   | EUA                             | Curta                             | Mario Borjas, David Ewell                                                                                  | Sobre o amor entre dois rancheiros gays no sul do Texas |
| Horsey                                                                 | Kirsten Clarkson                              | Canadá                          | Drama, Romance, Musical           | Holly Ferguson, Todd Kerns, Ryan Robbins, Victoria Deschanel, Madeleine Kipling, Tamara Rambaran           | [ 68 ] |
| In & Out                                                               | Frank Oz                                      | EUA                             | Comédia                           | Kevin Kline, Tom Selleck, Joan Cusack, Matt Dillon, Debbie Reynolds, Wilford Brimley                       | |
| Les Infidèles                                                          | Randa Chahal Sabbag                           | França                          | Drama                             | Jean-Marc Barr, Thibault de Montalembert, Laure Marsac, Jean Michel Savy, Manuel Munz, Tamim Chahal        | Um fundamentalista islâmico e um diplomata francês fazem um acordo político, mas a atração que eles sentem um pelo outro pode atrapalhar tudo                          |
| Inside Out                                                             | Jason Gould                                   | EUA                             | Curta                             | Robert Amico, Alexis Arquette, Kate Asner, Christina Crawford, Anne De Salvo, Patrick Flood                | Sobre a dificuldade de ser filho de celebridades |
| In the Gloaming                                                        | Christopher Reeve                             | EUA                             | Drama                             | Glenn Close, Bridget Fonda, Annie Starke, Whoopi Goldberg, Robert Sean Leonard, Will Reeve                 | trad. Armadilha Selvagem Um homem soropositivo volta para casa para passar seus últimos meses de vida                                                                  |
| In the Weeds Waiting for a Living                                      | Cheryl Hess, Melissa Thompson                 | EUA                             | Curta                             | Ami Brown, Catherine Hennessy, Nonna Marie Riekert, Mary Conway, Brenda Paul, Bonnie Schumann              | Mostra a rotina de garçons e garçonetes de restaurantes e cafeterias                                                                                                   |
| The Investigator                                                       | Chris Oxley                                   | Reino Unido                     | Drama                             | Helen Baxendale, Christopher Fulford, Laura Fraser, Gary Webster, Ian Burfield, Sean Gilder                | Baseado na história real de uma militar posta na corte marcial por suspeita de lesbianismo em 1989                                                                     |
| Isle of Lesbos                                                         | Jeff B. Harmon                                | EUA                             | Musical, Comédia                  | Alex Boling, Diana Burbano, Michael Dotson, Calvin Grant, Jeff B. Harmon, Sonya Hensley                    | Uma fantasia situada na Ilha de Lesbos, uma dimensão diferente onde lésbicas controlam o universo                                                                      |
| I Think I Do                                                           | Brian Sloan                                   | EUA                             | Comédia                           | Alexis Arquette, Christian Maelen, Lauren Vélez, Tuc Watkins, Jamie Harrold, Guillermo Díaz                | |
| It's in the Water                                                      | Kelli Herd                                    | EUA                             | Comédia                           | Keri Jo Chapman, Teresa Garrett, Derrick Sanders, Timothy Vahle, Barbara Lasater, Nancy Chartier           | Os habitantes de uma cidade do Texas entram em pânico quando várias pessoas começam a sair do armário                                                                  |
| It’s Not Unusual: A Lesbian and Gay History                            | Cheryl Farthing, Ian MacMillan                | Reino Unido                     | Documentário                      | | Entrevista 22 membros da comunidade LGBT, fazendo um resumo da história queer do Reino Unido desde 1920                                                                |
| J'en suis!                                                             | Claude Fournier                               | Canadá                          | Comédia                           | Roy Dupuis, Patrick Huard, Charlotte Laurier, Albert Millaire, Normand Lévesque, Guy Nadon                 | Um vendedor de antiguidades finge ser gay para manter seu emprego |
| Jilao sishi (基佬40)                                                   | Shu Kei                                       | Hong Kong                       | Comédia, Romance, Drama           | George Lam, Jordan Chan, Christine Ng, Meg Lam Kin-Ming, Francis Ng, Fredric Mao                           | Segue o relacionamento de longa data entre um homem mais velho e um mais novo                                                                                          |
| Karen Black Like Me                                                    | David Briggs                                  | EUA                             | Curta                             | Ira Rosenberg, Robert Amore, John Finch, Brent Black, Anita Gillette, Steven Steele                        | Um homossexual reprimido é aterrorizado por um dildo com uma mente própria                                                                                             |
| Kiss Me, Guido                                                         | Tony Vitale                                   | EUA                             | Comédia                           | Nick Scotti, Anthony Barrile, Anthony DeSando, Craig Chester, Domenick Lombardozzi, Molly Price            | trad. Beija-me, Bofe |
| Kokkuri-san                                                            | Takahisa Zeze                                 | Japão                           | Terror, Mistério                  | Ayumi Yamatsu, Hiroko Shimada, Rika Furukawa, Saki Aoshima, Takeshi Itô, Yôta Kawase                       | trad. Kokkuri - O Espírito do Copo Três amigas brincam com um tabuleiro ouija e convocam um espírito                                                                   |
| Die Konkurrentin                                                       | Dagmar Hirtz                                  | Alemanha                        | Drama                             | Charlotte Schwab, Peter Lerchbaumer, Ann-Kathrin Kramer, Ezard Haußmann, Leander Haußmann, Anna Böttcher   | Duas mulheres, uma casada e a outra abertamente lésbica, competem no meio de trabalho mas acabam se apaixonando                                                        |
| Kummeli Kultakuume                                                     | Matti Grönberg                                | Finlândia                       | Comédia                           | Heikki Silvennoinen, Timo Kahilainen, Heikki Hela, Heikki Vihinen, Mari Turunen, Kari Hietalahti           | Um homem com distúrbios mentais, seu enfermeiro gay, e dois perdedores saem em uma jornada para encontrar um tesouro escondido                                         |
| Kysset som fikk snøen til å smelte                                     | Frank Mosvold                                 | Noruega                         | Curta, Romance, Drama             | Kristian Dale Hakkelberg, Barsnes Simonsen, Silje Andresen                                                 | Quando um rapaz chega em sua cidade, o relacionamento entre dois amigos muda                                                                                           |
| L.A. Confidential                                                      | Curtis Hanson                                 | EUA                             | Policial                          | Kevin Spacey, Russell Crowe, Guy Pearce, James Cromwell, Kim Basinger, Danny DeVito                        | |
| The Last Bus Home                                                      | Johnny Gogan                                  | Irlanda                         | Drama                             | Annie Ryan, Brían F. O'Byrne, Anthony Brophy, John Cronin, Gemma Craven, Brendan Coyle                     | [ 85 ] |
| Latin Boys Go to Hell                                                  | Ela Troyano                                   | EUA                             | Romance, Comédia, Terror          | Irwin Ossa, John Bryant, Jenifer Lee Simard, Alexis Artiles, Mike Ruiz, Anne Iobst, Dashia Imperiale       | trad. Garotos Latinos Vão Para O Inferno Um jovem gay e seu primo bonitão exploram a comunidade gay de seu bairro latino                                               |
| Law of Averages                                                        | James Duesing                                 | EUA                             | Curta, Animação                   | | [ 87 ] |
| Leather Jacket Love Story                                              | David DeCoteau                                | EUA                             | Drama                             | Sean Tataryn, Christopher Bradley                                                                          | Um jovem poeta se apaixona por um homem mais velho |
| Licensed to Kill                                                       | Arthur Dong                                   | EUA                             | Documentário                      | Arthur Dong, Donald Aldrich, Corey Burley, Raymond Childs, William Cross, Kenneth French                   | Um homem gay entrevista assassinos homofóbicos |
| Little City                                                            | Roberto Benabib                               | EUA                             | Comédia Romântica                 | Jon Bon Jovi, Penelope Ann Miller, Annabella Sciorra, Joe Bellan, Josh Charles, Joanna Going               | trad. Paixões Alucinantes |
| Little Shots of Happiness                                              | Todd Verow                                    | EUA                             | Comédia                           | Bonnie Dickenson, Todd Verow, Linda Eknoian, Rita Gavelis, P.J. Marino, Castalia Jason                     | [ 91 ] |
| Lone Star Hate                                                         | Paul Yule                                     | EUA                             | Documentário                      | | Um documentário gráfico sobre o assassinato homofóbica de Nicholas West no estado conservador do Texas                                                                 |
| Love and Death on Long Island                                          | Richard Kwietniowski                          | Reino Unido, Canadá             | Drama                             | John Hurt, Jason Priestley, Fiona Loewi, Sheila Hancock, Harvey Atkin, Gawn Grainger                       | trad. Amor e Morte Um viúvo vai ao cinema e se apaixona pela jovem ator do filme, e decide encontrá-lo                                                                 |
| Loverfilm (Eine Unkontrollierte Freisetzung Von Information)           | Michael Brynntrup                             | Alemanha                        | Curta                             | Michael Brynntrup                                                                                          | Dramatização de partes do diário do diretor e de livros legislativos                                                                                                   |
| Love! Valour! Compassion!                                              | Joe Mantello                                  | EUA                             | Romance, Comédia, Drama           | Jason Alexander, Stephen Spinella, Stephen Bogardus, Randy Becker, John Benjamin Hickey, John Glover       | trad. Entre Amigos Oito homens gays se encontram em uma casa no lago por alguns fins de semana                                                                         |
| The Maker                                                              | Tim Hunter                                    | EUA                             | Drama                             | Matthew Modine, Mary-Louise Parker, Jonathan Rhys Meyers, Fairuza Balk, Michael Madsen                     | |
| Mama, I Have Something to Tell You                                     | Calogero Salvo                                | Itália                          | Drama                             | Calogero Salvo                                                                                             | O diretor revela sua homossexualidade para sua mãe |
| Mandragora                                                             | Wiktor Grodecki                               | República Tcheca                | Drama                             | Miroslav Caslavka, David Svec, Pavel Skrípal, Kostas Zerdolaglu, Miroslav Breu, Jirí Kodess                | O último filme da trilogia de Gordecki sobre a prostituição masculina                                                                                                  |
| Martín (Hache)                                                         | Adolfo Aristarain                             | Argentina, Espanha              | Drama                             | Federico Luppi, Juan Diego Botto, Eusebio Poncela, Cecilia Roth, Ana María Picchio, Sancho Gracia          | |
| Ma vie en Rose                                                         | Alain Berliner                                | França, Bélgica, Reino Unido    | Drama, Comédia                    | Georges Du Fresne, Michèle Laroque, Jean-Philippe Écoffey, Hélène Vincent, Daniel Hanssens, Laurence Bibot | |
| Mauvais Genre                                                          | Laurent Bénégui                               | França                          | Comédia                           | Jacques Gamblin, Elina Löwensohn, Monica Bellucci, Michel Aumont, Michael Lonsdale, Agnès Obadia           | [ 98 ] |
| Meia-Noite no Jardim do Bem e do Mal                                   | Clint Eastwood                                | EUA                             | Crime, Drama, Mistério            | Kevin Spacey, John Cusack, Jack Thompson, Irma P. Hall, Jude Law, Alison Eastwood, Paul Hipp               | |
| Mei li zai chang ge (美丽在唱歌)                                       | Lin Cheng-sheng                               | Taiwan                          | Drama                             | René Liu, Jing Tseng, Chen Chao-jung, Lien Pi-tung, Vicky Wei, Li Hsiu                                     | trad. Murmúrio da Juventude Depois de largar a faculdade, uma jovem trabalha vendendo ingressos em um cinema, onde forma uma conexão com uma colega                    |
| Melhor É Impossível                                                    | James L. Brooks                               | EUA                             | Comédia, Romance, Drama           | Jack Nicholson, Helen Hunt, Greg Kinnear, Cuba Gooding Jr., Shirley Knight, Jesse James                    | |
| Melvyn Schmatzman: Freudian Dentist                                    | David Grotell                                 | EUA                             | Curta                             | David Margulies                                                                                            | Um dentista é obcecado em converter seu filho gay e a amiga lésbica dele à heterossexualidade                                                                          |
| Mojo                                                                   | Jez Butterworth                               | Reino Unido                     | Drama                             | Ian Hart, Ewen Bremner, Aidan Gillen, Andy Serkis, Ricky Tomlinson, Harold Pinter                          | Dois gangsters brigam para patrocinar um jovem cantor |
| Mon Copain Rachid                                                      | Philippe Barassat                             | França                          | Curta                             | Nordine Mezaache, Jonathan Reyes, Mathieu Demy, Corinne Lentretien, Maria Desroches, Didier Delasalle      | [ 102 ] |
| Motel Blue                                                             | Sam Firstenberg                               | EUA                             | Suspense                          | Sean Young, Soleil Moon Frye, Robert Vaughn, Rob Stewart, Seymour Cassel, Jay Rasumny                      | Como seu primeiro caso, uma investigadora novata precisa descobrir a história de uma cientista misteriosa                                                              |
| Mrs Craddock's Complaint                                               | Tony Ayres                                    | Austrália                       | Curta                             | Monica Maughan, Terry Norris, Travis McMahon, Matthew Quartermaine                                         | Uma senhora reclama da quantidade de frequentadores do banheiro público em frente à sua casa                                                                           |
| Mrs. Dalloway                                                          | Marleen Gorris                                | Reino Unido, EUA, Países Baixos | Histórico, Drama                  | Vanessa Redgrave, Natascha McElhone, Michael Kitchen, Alan Cox, Sarah Badel, Lena Headey                   | trad. Sra. Dalloway Baseado no romance homônimo de Virginia Woolf |
| My Body                                                                | Joel Moffett                                  | EUA                             | Curta, Ficção Científica          | Joel Moffett, Simone Gad, Mark Eric Howell, Donna Pieroni                                                  | Após perder sua virgindade, um homem gay reprimido descobre que contraiu uma doença rara que o faz se duplicar                                                         |
| My Feminism                                                            | Dominique Cardona, Laurie Colbert             | Canadá                          | Documentário                      | bell hooks, Rush Limbaugh, Gloria Steinem, Urvashi Vaid                                                    | Entrevistas com líderes feministas |
| Navalha na Carne                                                       | Neville d'Almeida                             | Brasil                          | Drama                             | Vera Fischer, Carlos Loffler, Jorge Perugorría, Carlinhos Brown, Isabel Fillardis, Maria Lúcia Godoy       | Baseado na peça homônima de Plínio Marcos |
| Neighborhoods: The Hidden Cities of San Francisco – The Castro         | Peter L. Stein                                | EUA                             | Documentário                      | Terri Orth-Pallavicini, Ken Ruta, Brian Freeman, Marga Gómez, Cleve Jones                                  | Sobre a transformação do distrito Castro de São Francisco no primeiro bairro gay do mundo                                                                              |
| Neitoperho                                                             | Auli Mantila                                  | Finlândia                       | Drama, Suspense                   | Leea Klemola, Elina Hurme, Rea Mauranen, Robin Svartström, Henriikka Salo, Jari Hietanen                   | |
| Neptune’s Rocking Horse                                                | Robert Roznowski, Robert Tate                 | EUA                             | Drama                             | Helen Gallagher, Laura Kenyon, Lisa Herbold, David Beach, Eddie Brill, Joe Capozzi                         | A reação de cinco estranhos à uma drag queen negra sendo atacada por um policial                                                                                       |
| Nettoyage à sec                                                        | Anne Fontaine                                 | França                          | Drama                             | Miou-Miou, Charles Berling, Stanislas Merhar, Mathilde Seigner                                             | trad. Lavagem a Seco Um casal entediado acolhe um jovem que mudará suas vidas                                                                                          |
| Next Year in Jerusalem                                                 | David Nahmod                                  | Israel                          | Romance, Drama                    | Peter J. Byrnes, LinDel Sandlin, Colleen O'Neil, Daniel Nardiccio, Reed McGowan, Dean Alai                 | O filho de uma família judia ortodoxa reencontra um amigo de infância abertamente gay e começa a aceitar sua própria sexualidade                                       |
| Nian Ni Ru Xi (念你如昔)                                               | Stanley Kwan                                  | Hong Kong                       | Curta                             | Stanley Kwan                                                                                               | Também conhecido como Still Love You After All These |
| No More to Say & Nothing to Weep For: An Elegy for Allen Ginsberg      | Colin Still                                   | Reino Unido                     | Documentário                      | Steve Allen, Eugene Brooks, Allen Ginsberg, Jack Kerouac                                                   | Sobre os últimos dias do poeta americano Allen Ginsberg |
| Nowhere                                                                | Gregg Araki                                   | EUA, França                     | Comédia, Drama, Ficção Científica | James Duval, Rachel True, Nathan Bexton, Chiara Mastroianni, Debi Mazar, Kathleen Robertson                | |
| Oranges et Pamplemousses                                               | Martial Fougeron                              | França                          | Comédia                           | Didier Bravo, Denis d'Arcangelo, Christian Le Gall                                                         | Sobre um grupo de homens gays que fazem uso regular dos serviços de dominadores profissionais                                                                          |
| Orgazmo                                                                | Trey Parker                                   | EUA                             | Comédia                           | Trey Parker, Dian Bachar, Matt Stone, Ron Jeremy, Michael Dean Jacobs, Robyn Lynne Raab                    | trad. Capitão Orgazmo |
| Ou Tudo ou Nada                                                        | Peter Cattaneo                                | Reino Unido                     | Comédia, Drama                    | Robert Carlyle, Mark Addy, William Snape, Steve Huison, Tom Wilkinson, Paul Barber                         | |
| Out at Work                                                            | Kelly Anderson, Tami Gold                     | EUA                             | Documentário                      | Nat Keitt, Cheryl Summerville, Ron Woods                                                                   | Segue três pessoas desempregadas que foram despedidas por causa de sua orientação sexual                                                                               |
| Pajarico                                                               | Carlos Saura                                  | Espanha                         | Drama                             | Francisco Rabal, Alejandro Martínez, Dafne Fernández, Eusebio Lázaro, Manuel Bandera, Juan Luis Galiardo   | trad. Passarinho Um garoto viaja para Murcia, onde conhece seu primeiro amor                                                                                           |
| Parabéns!                                                              | João Pedro Rodrigues                          | Portugal                        | Curta                             | João Rui Guerra da Mata, Eduardo Sobral                                                                    | |
| Peoria Babylon                                                         | Steven Diller                                 | EUA                             | Comédia                           | David Drake, Ann Cusack, The Lady Bunny, Matthew Pestorius, Paul Adelstein, Marilyn Pittman                | Um homem gay e sua amiga formulam um esquema para salvar sua galeria da falência                                                                                       |
| Perdona bonita, pero Lucas me quería a mí                              | Dunia Ayaso, Félix Sabroso                    | Espanha                         | Comédia                           | Jordi Mollà, Pepón Nieto, Roberto Correcher, Lucina Gil, María Pujalte, Esperanza Roy                      | Quando um homem é assassinado seus colegas de quarto, todos apaixonados por ele, se tornam os principais suspeitos                                                     |
| Pierre and Gilles, Love Stories                                        | Mike Aho                                      | França                          | Documentário                      | Pierre Commoy, Gilles Blanchard, Catherine Deneuve, Jean Paul Gaultier, Nina Hagen, Rupert Everett         | Sobre um time de artistas que trabalham juntos desde 1976 |
| Pousse Café                                                            | Susan Winter                                  | EUA                             | Comédia                           | Anthony Hamilton, Dominic Hamilton-Little, Steven J. Levy, Beatrix Ost, Lisa Williams                      | Sobre a relação afastada entre um apresentador de TV aposentado e seu filho abertamente gay                                                                            |
| Preaching to the Perverted                                             | Stuart Urban                                  | Reino Unido                     | Comédia, Drama                    | Guinevere Turner, Tom Bell, Christien Anholt                                                               | trad. Clube do Fetiche |
| Pride Divide                                                           | Paris Poirier                                 | EUA                             | Documentário                      | Joan Jett Blakk, Kate Clinton, Martin Duberman, Lillian Faderman, Barbara Gittings, Michael Goff           | Discute as aparentes divisas entre lésbicas e gays |
| Queercore                                                              | Scott Treleaven                               | Canadá                          | Curta, Documentário               | Chris Freeman, Jon Ginoli, Anita Smith, Martin Sorrendeguy                                                 | Sobre a subcultura queercore |
| Quiet Days in Hollywood                                                | Josef Rusnak                                  | EUA                             | Drama, Comédia                    | Hilary Swank, Peter Dobson, Daryl Mitchell, Meta Golding, Chad Lowe, Jake Busey                            | trad. Anjos da Violência As vidas de três estranhos se encontram inesperadamente em Hollywood                                                                          |
| The Real Blonde                                                        | Tom DiCillo                                   | EUA                             | Comédia                           | Daryl Hannah, Catherine Keener, Bridgette Wilson, Kathleen Turner, Elizabeth Berkley, Matthew Modine       | trad. Uma Loira de Verdade |
| The Real Ellen Story                                                   | Fenton Bailey, Randy Barbato                  | EUA                             | Documentário                      | Ellen DeGeneres                                                                                            | A história por trás do episódio da saída do armário de Ellen DeGeneres em sua série                                                                                    |
| Regarde la Mer                                                         | François Ozon                                 | França                          | Suspense, Drama                   | Sasha Hails, Marina de Van, Samantha, Paul Raoux                                                           | Sozinha com seu bebê em um chalé perto do mar, uma mulher acolhe uma mochileira                                                                                        |
| Regeneration                                                           | Gillies MacKinnon                             | Reino Unido                     | Guerra, Drama                     | Jonathan Pryce, James Wilby, Jonny Lee Miller, Stuart Bunce, Tanya Allen, Dougray Scott                    | Baseado no romance homônimo anti-guerra de Pat Barker |
| The River                                                              | Tsai Ming-Liang                               | Taiwan                          | Drama                             | Miao Tien, Lee Kang-Sheng, Ann Hui, Lu Yi-Ching, Chen Shiang-Chyi, Yang Kuei-Mei                           | |
| River Made to Drown In                                                 | James Merendino (creditado como Alan Smithee) | EUA                             | Drama                             | Richard Chamberlain, Michael Imperioli, Ute Lemper, James Duval, Austin Pendleton, Talia Shire             | trad. Cicatrizes do Passado |
| Rossini                                                                | Helmut Dietl                                  | Alemanha                        | Comédia                           | Gotz George, Mario Adorf, Heiner Lauterbach, Gudrun Landgrebe, Veronica Ferres, Joachim Krol               | [ 131 ] |
| Rural Heat                                                             | David Brown                                   | Irlanda                         | Curta, Comédia                    | Brian Glanney, John Matthews, Deirdre Monaghan, Brian Merriman, Peigi Daly, Barry Dignam                   | Um escritor procura a atriz perfeita para ser a personagem principal da adaptação cinematográfica de seu livro                                                         |
| Saint                                                                  | Bavo Defurne                                  | Bélgica                         | Curta                             | Olaf Nollen, Alexis Van Stratum, Moenen Erbuer, Emile Ringoot, Dirk Delcourt, Stijn Wuyts                  | Dramatização da morte de São Sebastião |
| Salige er de som tørster                                               | Carl Jørgen Kiønig                            | Noruega                         | Suspense, Crime                   | Kjersti Elvik, Gjertrud Jynge, Lasse Kolsrud, Nils Ole Oftebro, Bjørn Sundquist, Andrine Sæther            | Uma detetive lésbica investiga uma série de desaparecimentos que podem ser a obra de um serial-killer                                                                  |
| Der Schrei der Liebe                                                   | Matti Geschonneck                             | Alemanha                        | Drama                             | Jürgen Prochnow, Eva Mattes, Matthias Schloo, Katharina Schüttler, Sontje Peplow, Luk Piyes                | trad. O Grito de Amor Um jovem prostituto tem um caso com o pai de sua amiga                                                                                           |
| Seamen                                                                 | Craig Boreham                                 | Austrália                       | Curta                             | Mindi Thin, Kent Boreham, Michael Gow, Phoenix Leonard                                                     | Três homens gays falam de suas experiências sexuais |
| She’s Real (Worse than Queer)                                          | Lucy Thane                                    | Reino Unido                     | Documentário                      | | Sobre o movimento riot grrrl e queercore dos anos 90 |
| Shooting Porn                                                          | Ronnie Larsen                                 | EUA                             | Documentário                      | Billy Kemp, Blue Blake, Gino Colbert, Chi Chi LaRue, Joshua Sterling, David Gregory                        | Entrevista figuras populares na indústria pornográfica gay |
| Shopping for Fangs                                                     | Quentin Lee, Justin Lin                       | Canadá, EUA                     | Terror                            | Radmar Jao, Jeanne Chin, Clint Jung, Lela Lee, John Cho                                                    | Uma mulher casada, alvo das seduções de um lésbica, e um homem que acredita ser um lobisomem exploram suas verdadeiras personalidades                                  |
| Shulie                                                                 | Elisabeth Subrin                              | EUA                             | Curta                             | Shulamith Firestone, Kim Soss, Elisabeth Subrin                                                            | Sobre a ativista feminista Shulamith Firestone |
| The Silver Screen: Color Me Lavender                                   | Mark Rappaport                                | EUA                             | Documentário                      | Dan Butler, Don Ameche, Johnny Arthur, Lucille Ball, Noah Beery Jr., Eric Blore                            | Mostra os subtextos homossexuais não tão escondidos dos filmes hollywoodianos da era de ouro                                                                           |
| Sipur Hiyuvi                                                           | Ran Kotzer                                    | Israel                          | Documentário, Curta               | Avinof Frume                                                                                               | Segue um homem gay soropositivo da adolescência à idade adulta |
| Sisters of Sin                                                         | Greg Griffin                                  | EUA                             | Terror                            | Justin Gorence, Lara Daans, Heather Lee McIntyre, Alisa Christensen, Jenna Johns, Martin King              | Também conhecido como Blood Sisters of Lesbian Sin |
| Sixth Happiness                                                        | Waris Hussein                                 | Reino Unido                     | Biográfico, Drama                 | Firdaus Kanga, Souad Faress, Nina Wadia, Khodus Wadia, Indira Varma, Ace Bhatti                            | Uma biografia ficcionalizada do autor parsi indiano Firdaus Karga |
| Skeletons                                                              | David DeCoteau                                | EUA                             | Suspense                          | Ron Silver, Christopher Plummer, Dee Wallace, Kyle Howard, James Coburn, Arlene Golonka                    | trad. Pacto de Morte Um jornalista investiga o caso de um homem acusado de matar o namorado                                                                            |
| Slaves to the Underground                                              | Kristine Peterson                             | EUA                             | Comédia, Drama                    | Molly Gross, Jason Bortz, Marisa Ryan, Natacha La Ferriere, Bob Neuwirth, Claudia Rossi                    | Sobre os conflitos amorosos dentro de uma banda grunge |
| Sparkler                                                               | Darren Stein                                  | EUA                             | Comédia                           | Park Overall, Veronica Cartwright, Don Harvey, Jamie Kennedy, Steven Petrarca, Freddie Prinze Jr.          | [ 147 ] |
| Star Maps                                                              | Miguel Arteta                                 | EUA                             | Drama, Comédia                    | Douglas Spain, Efrain Figueroa, Kandeyce Jorden, Martha Velez, Lysa Flores, Annette Murphy                 | Um jovem aspirante a ator decide entrar no negócio de sua família até conseguir algum papel. O negócio da família? Prostituição                                        |
| The Sticky Fingers of Time                                             | Hilary Brougher                               | EUA                             | Ficção Científica                 | Terumi Matthews, Nicole Zaray, Belinda Becker, James Urbaniak, Thomas Pasley, Samantha Buck                | Em 1952, uma escritora se envolve em um acidente radioativo e é enviada à 40 anos no futuro, onde conhece outra mulher deslocada temporalmente                         |
| Stolen Moments                                                         | Margaret Wescott                              | Canadá                          | Documentário                      | Kate Nelligan                                                                                              | Sobre a história do lesbianismo na América do Norte e na Europa |
| Story of the Red Rose                                                  | Juan Carlos Zaldívar                          | Cuba, Canadá                    | Curta                             | Mila Radulovic, Sarita Choudhury, Florian Sachisthal                                                       | Uma heroína intersexo de voz única busca uma rosa vermelha em um mundo onde estas não exístem                                                                          |
| Strip Search                                                           | Rod Hewitt                                    | Canadá                          | Ação, Drama                       | Michael Paré, Pam Grier, Lucie Laurier, Mackenzie Gray, Heidi von Palleske, Maury Chaykin                  | trad. Na Trilha do Crime |
| Sunflowers                                                             | Shawn Hainsworth                              | Filipinas, EUA                  | Documentário                      | Shawn Hainsworth                                                                                           | Todo ano em maio em uma cidade remota em Ilocos Norte, um grupo de homens gays se apresentam em um festival cristão em drag                                            |
| Surviving Friendly Fire                                                | Todd Nelson                                   | EUA                             | Documentário                      | Ian McKellen                                                                                               | Sobre um projeto social teatral em um abrigo para jovens LGBT em Los Angeles                                                                                           |
| Taafé Fanga                                                            | Adama Drabo                                   | Mali                            | Fantasia                          | Fanta Berete, Dumu Berté, Yamadou Cissé, Fanta Coulibary, Kani Coulibary, Maimouna Hélène Diarra           | trad. Taafe Fanga, Poder de Saia Um grupo de mulheres de um vilarejo encontra uma máscara com o poder de inverter o papel social de gêneros                            |
| Tabu V (About Which One Cannot Speak)                                  | Michael Brynntrup                             | Alemanha                        | Curta                             | | Vagamente baseado nas obras de Ludwig Wittgenstein |
| Tamanna                                                                | Mahesh Bhatt                                  | Índia                           | Drama                             | Pooja Bhatt, Paresh Rawal, Manoj Bajpai, Sharad S. Kapoor, Akshay Anand, Nadira                            | Uma hijra resgata uma bebê e a cria como sua filha |
| Taxi Dancer                                                            | Caroline Strubbe                              | Bélgica                         | Curta                             | Delphine Roy, Georgette Stulens, Jeroen Willems                                                            | Um filme mudo que mostra a morte do ator Rudolph Valentino pelos olhos de um operador de elevador que era fascinado por ele                                            |
| Tender                                                                 | Christos Dimas                                | Grécia                          | Curta                             | | Uma prostituta drag queen fala sobre sua perspectiva na vida e no amor                                                                                                 |
| There Is No Name for This                                              | Ming-Yuen S. Ma, Cianna Pamintuan Stewart     | EUA                             | Documentário                      | | Entrevista 21 pessoas que falam sobre sua experiência ao sair do armário                                                                                               |
| Tödliches Schweigen                                                    | Bernd Böhlich                                 | Alemanha                        | Drama                             | Bruno Ganz, Ulrich Mühe, Monika Lennartz, Claudia Messner, Florian Martens                                 | Um homem gay retorna à seu vilarejo natal anos após ter fugido para a Alemanha Ocidental                                                                               |
| Touch Me                                                               | H. Gordon Boos                                | EUA                             | Drama                             | Amanda Peet, Michael Vartan, Peter Facinelli, Kari Wuhrer, Erica Gimpel, Greg Louganis                     | |
| The Twilight of the Golds                                              | Ross Kagan Marks                              | EUA                             | Drama                             | Jennifer Beals, Brendan Fraser                                                                             | trad. Questão de Sensibiidade Uma mulher faz uma análise genética em seu bebê ainda no útero e descobre que a criança vai ser gay, como seu irmão                      |
| Twisted Sheets                                                         | Chris Deacon                                  | Canadá                          | Curta                             | Brigitte Gall, Erin McMurtry, Sean Power, Kathryn Haggis, Robert Tsonos                                    | Depois de encontrar seu ex com uma nova namorada, uma mulher vai à um bar lésbico, onde se surpreende ao ver esta dançando                                             |
| Two Girls and a Guy                                                    | James Toback                                  | EUA                             | Comédia, Drama                    | Robert Downey Jr., Natasha Gregson Wagner, Heather Graham, Angel David, Frederique van der Wal             | trad. Uma Paixão Para Duas |
| Uncut                                                                  | John Greyson                                  | Canadá                          | Comédia, Drama                    | Michael Achtman, Matthew Ferguson, Damon D'Oliveira, Maria Reidstra, Alexandra Webb, Daniel MacIvor        | Segue as desventuras de três homens gays, todos chamados Peter |
| Village Voices                                                         | Kristiene Clarke                              | Reino Unido                     | Documentário                      | Boy George, Bunny Lewis, Twinkle                                                                           | Sobre um 'vilarejo gay' em Manchester |
| Violet's Visit                                                         | Richard Turner                                | Austrália                       | Comédia, Drama                    | Caleb Packham, May Lloyd, David Franklin, Graham Harvey, Paul Selgren, Rebecca Smart                       | Uma garota vai viver com o pai em Sydney e descobre que ele é gay |
| The Well                                                               | Samantha Lang                                 | Austrália                       | Drama                             | Pamela Rabe, Miranda Otto, Paul Chubb, Frank Wilson, Steve Jacobs, Geneviève Lemon                         | trad. O Poço Uma mulher emprega uma arrumadeira e as duas desenvolvem um laço, que pode ser quebrado quando as duas são forçadas a se livrar de um corpo               |
| Wilde                                                                  | Brian Gilbert                                 | Reino Unido, Alemanha, Japão    | Biográfico, Drama                 | Stephen Fry, Jude Law, Tom Wilkinson, Jennifer Ehle, Gemma Jones, Judy Parfitt, Michael Sheen              | Sobre a vida do escritor Oscar Wilde |
| Wo ai chu fang (我愛廚房)                                              | Yim Ho                                        | Hong Kong                       | Drama, Romance                    | Jordan Chan, Yasuko Tomita, Law Kar-Ying, Karen Mok, Lau Siu-Ming, May Law, Koon-Lan                       | Também conhecido como Kitchen Um cabeleireiro e sua mãe trans acolhem uma mulher deprimida                                                                             |
| Yemaque                                                                | Min-chen Huang                                | Taiwan                          | Curta                             | Tz-yi Mo, Alec Chia                                                                                        | Um adolescente que se hipnotiza com fitas cassete faz amizade com um colega de turma solitário                                                                         |
| You Don’t Know Dick: Courageous Hearts of Transsexual Men              | Candace Schermerhorn, Bestor Cram             | EUA                             | Documentário                      | | Um retrato da vida e o processo de transição de seis homens trans |
| Zero Woman: Namae no nai onna                                          | Daisuke Gotô                                  | Japão                           | Ação, Suspense                    | Mai Tachihara, Yujin Kitagawa, Tetsu Watanabe, Ayana Inoue, Eiji Daijiro, Ryôhei Kunieda                   | Uma assassina faz amizade com um homem que conhece em um bar gay, e descobre que ele também é um assassino                                                             |
| Zi shu (自梳)                                                          | Jacob Cheung                                  | Hong Kong                       | Drama                             | Carina Lau, Charlie Yeung, Winston Chao, Theresa Lee Yee-Hung, Gua Ah-leh, Stephen Tung Wai                | Também conhecido como Ji Sor Uma mulher fugindo de um casamento arranjado é resgatada pela dona de uma fábrica de seda, e as duas se apaixonam                         |